# Taz-Mania (datorspel)
Taz Mania är ett  sidscrollande plattforms-äventyrsspel utvecklat av Recreational Brainware och utgivet av Sega till Sega Mega Drive 1992, och löst baserat på den animerade TV-serien med samma namn. Liknande versioner utvecklades av NuFX och släpptes av Sega Game Gear samt av Sega själva till Sega Master System.

## Mottagande
Spelet fick 89 % i betyg av Sega Power.

### Fotnoter
1. ↑  ”Taz-Mania” (på engelska). http://www.outofprintarchive.com/articles/reviews/MegaDrive/Taz_Mania-SegaPower33-2.html. Läst 14 maj 2014.